# Johan Thyrén
Johan Carl Wilhelm Thyrén (født 6. april 1861 i Lund, død 4. maj 1933 sammesteds) var en svensk retslærd og politiker, dattersøn af Carl Johan Schlyter.
Thyrén blev student i sin fødeby 1878, Dr. phil. 1883, docent i filosofi 1883, i historie 1886, cand. jur. 1892, 1894 ekstraordinær professor i romersk ret og retshistorie, en ansættelse, der afsatte forskellige spor i litteraturen, 1896—1926 ordentlig professor i strafferet og juridisk encyklopædi, Dr.jur. h.c. 1900, universitetets rektor 1916—1926, justitsminister i det Ekmanske kabinet 1926. 1909—11 medlem af rigsdagens andet kammer, 1911—17 af førstekammeret, hvor han som uafhængig løsgænger fejrede store triumfer ved sin glimrende veltalenhed — dødsstraffens afskaffelse, ædruelighedsspørgsmålet med mere. Som forfatter debuterede Thyrén med filosofiske og historiske skrifter — Kritisk framställning af Herbert Spencers "Principles of Psychology" (Lunds Universitets årsskrift XIX). Den första väpnade neutraliteten (sammesteds XXI og XXII) og Verldsfreden under Napoleon (sammesteds XXIII); efter sin overgang til retsvidenskaben har han udfoldet en mægtig produktion, fremragende ved skarpsind og selvstændig tænkning, bortset fra enkelte arbejder — Culpa Legis Aquiliæ enligt Justiniansk rätt (I 1893) og Makes gäld enligt svensk rättsutveckling (1893) — koncentreret om strafferetten.
Betydningsfulde arbejder er således Abhandlungen aus dem Strafrechte und der Rechtsphilosophie (I—II, 1, 1894—95), Forfalskningsbrotten med särskildt afseende på det objektiva requisitet vid förfalskning al handlingar enligt svensk gällande straffrätt (1895), Kommentar till Strafflagen Kapitel 14 (1906), Kapitel 20 (1908), Kapitel 16 (1919), Straffrättens allmänna grunder (1907), og en mængde afhandlinger fremkomne navnlig i de talrige universitetsprogrammer, Thyrén i sin ualmindelig lange rektortid i embedsmedfør måtte skrive. 1909 overdrog regeringen Thyrén at udarbejde forslag til en revision af lovgivningen om bødestraffen og dennes konvertering; en frugt af Thyréns herhenhørende övervejelser foreligger i hans banebrydende skrift Principerna för en strafflagsreform (I—III 1910, 1912, 1914. Også på tysk). Ved sit Förberedande Utkast till Strafflag. Kapitel I—XIII (Allmänna delen) (1916) og Speciella delen (I-VI 1917-25) har Thyrén skabt et værk af europæisk vægt og værd. En del af sine mesterlige taler har Thyrén samlet i Akademiska tal (I 1888—1915, 1916 og II 1916—1926, 1926). Ved opnået aldersgrænse hædredes Thyrén af sine kolleger med et pragtfuldt festskrift Skrifter tillägnade Johan C. W. Thyrén vid hans avgång från professorsämbetet den 31 maj 1926 (1926).